# شتات سريلانكي

علم سريلانكا

الشُتات السريلانكي هم مهاجرون سريلانكيون ومغتربون من سريلانكا، وأحفادهم الذين يقيمون في بلد أجنبي.

## العمالة الوافدة
كان العمال المغتربون إلى سريلانكا من الصادرات القيمة للبلاد. عدد العمال الوافدين في تزايد مستمر وكذلك التحويلات التي يرسلونها. في عام 2009، أرسل السريلانكيون إلى الوطن 3.3 مليار دولار أمريكي، بزيادة قدرها 400 مليون دولار أمريكي عن العام السابق. ومن المتوقع أن يتجاوز عام 2010 4 مليارات دولار أمريكي. في منتصف عام 2010 كان هناك أكثر من 1.8 مليون عامل سريلانكي وافد.

## تجربة الشتات

### التمييز
في أستراليا، بموجب سياسة أستراليا البيضاء، كانت الهجرة ضئيلة. استؤنفت بعد الحرب العالمية الثانية التي اشتملت في المقام الأول على هجرة البرغرز (Migration of Burghers)، الذين استوفوا المعايير التي يجب أن يكونوا من أصل أوروبي في الغالب وأن يكون مظهرهم أوروبيًا. بدأت الهجرة السنهالية في الستينيات، ولكن بعد منتصف السبعينيات وصلت مجموعات كبيرة، والتي تضمنت أيضًا المسيحيين والبوذيين. التحق الطلاب السريلانكيون بدورات دراسية في أستراليا كجزء من خطة كولومبو قبل التفكيك الرسمي لسياسة أستراليا البيضاء، وبعد عام 1973، استؤنفت الهجرة السنهالية والتاميلية والمورية.

### الاستيعاب
معدل الاستيعاب بين الأستراليين السريلانكيين مرتفع إلى حد ما: بين الجيل الثاني من المهاجرين، كان معدل «الزواج» منخفضًا للغاية - 5.6٪ للنساء و 3.0٪ للرجال.

## التوزيع حسب القارة

### الأمريكتان

#### برمودا
في عام 1979، كان هناك 6 سريلانكيين فقط يعيشون في برمودا. اعتبارًا من عام 2005، كان هناك ما يقدر بنحو 400 شخص يعيشون ويعملون هناك بشكل رئيسي كمحترفين.

#### كندا

انتشار اللغة السنهالية في الولايات المتحدة

يشمل الكنديون السريلانكيون أعضاء من جميع الأعراق في سريلانكا، ويتركزون بشكل أساسي في مدن تورنتو ومونتريال، في مقاطعتي أونتاريو وكيبيك. اعتبارًا من عام 2006، كان هناك 103625 سريلانكيًا في كندا.

#### الولايات المتحدة الأمريكية
هناك عشرات الآلاف من السريلانكيين في الولايات المتحدة من جميع الخلفيات المختلفة. في التسعينيات كان العدد حوالي 14،448، لكن هذا الرقم قد نما بشكل ملحوظ. تقع المجتمعات الأمريكية السريلانكية بشكل رئيسي في مناطق حضرية كبيرة. تحتوي منطقة مدينة نيويورك الحضرية على أكبر مجتمع سريلانكي في الولايات المتحدة، حيث تستقبل أكبر عدد من المهاجرين السريلانكيين المقيمين الدائمين بشكل قانوني، تليها وسط نيوجيرسي ومنطقة لوس أنجلوس الحضرية. سريلانكا الصغيرة في تومبكينزفيل في حي جزيرة ستاتين في مدينة نيويورك هي واحدة من أكبر المجتمعات السريلانكية خارج دولة سريلانكا نفسها.

### آسيا

#### الهند
هناك ما يقدر بنحو 200,000 سريلانكي في الهند، معظمهم من اللاجئين. جميعهم تقريبًا من التاميل السريلانكيين ولكن هناك أيضًا كمية صغيرة من السنهاليين. يقيم معظم السريلانكيين في الهند في وحول ولاية تاميل نادو الجنوبية مع عدد قليل من السكان في المدن الكبرى مثل دلهي وتشيناي. ومع ذلك، فإن الغالبية العظمى من السكان، ومعظمهم من التاميل السريلانكيين، يعيشون في مخيمات اللاجئين بسبب الحرب الأهلية السريلانكية.

#### اليابان
اعتبارًا من عام 2020، كان هناك 27,735 مواطنًا سريلانكيًا يقيمون في اليابان.

### الشرق الأوسط

#### إسرائيل
هناك ما يقرب من 7,500 سريلانكي في إسرائيل، اعتبارًا من عام 2011.

#### لبنان
هناك ما يقرب من 80,000 إلى 90,000 سريلانكي في لبنان. يوجد عدد كبير من العمالة المنزلية في لبنان.

### أوروبا

#### الدنمارك
الدنمارك لديها 11,700 سريلانكي يقيمون على حدودها اعتبارًا من عام 2017. بالإضافة إلى 2,593 مواطنًا سريلانكيًا يعيشون في الدنمارك عام 2010.

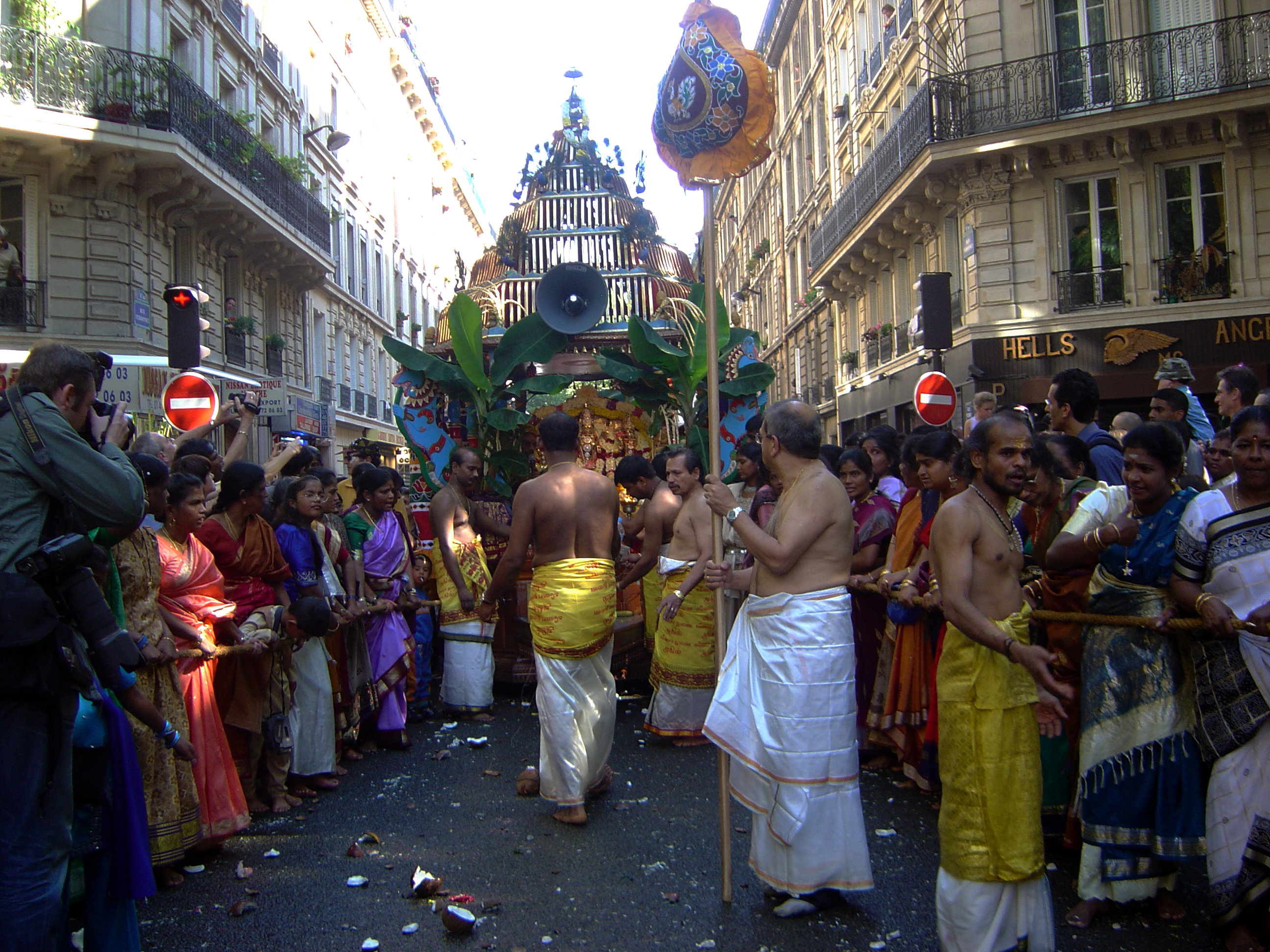
احتفالات غانيش من قبل مجتمع التاميل السريلانكي في باريس، فرنسا

اعتبارًا من تقديرات عام 2017، هناك 52,300 من السكان المولودين في سريلانكا يعيشون في فرنسا. في غضون 10 سنوات فقط، انتعشت الحياة في «ليتل جافنا»، الواقعة في آخر امتداد للشارع المتعرج لشارع فوبورج سان دوني في الدائرة العاشرة، بين قطاري مترو غار دو نورد ولا شابيل، وبدأت في الحياة. تزدهر حقًا. عادة ما يطلق عليه الباريسي العادي اسم بومباي الصغير.
فرت الغالبية العظمى من التاميل الباريسيين من سريلانكا كلاجئين في الثمانينيات، هربًا من الصراع الأهلي العنيف. كانت المقاطعة الفرنسية في البداية مترددة تمامًا بشأن منح حق اللجوء للتاميل. في عام 1987، تولى مكتب حماية اللاجئين (OFPRA) السلطة وفتح فترة لجوء شبه منهجي. تراجعت هذه الفترة الليبرالية في نهاية المطاف في التسعينيات نتيجة للتدابير الأوروبية الجديدة المصممة ضد تدفق الهجرة. من الصعب معرفة العدد الفعلي للأشخاص المولودين في سريلانكا الذين يعيشون في فرنسا لأن التعداد السكاني حسب العرق أو الدين محظور في تلك المنطقة التي يعيش فيها أكبر عدد في باريس.

#### ألمانيا

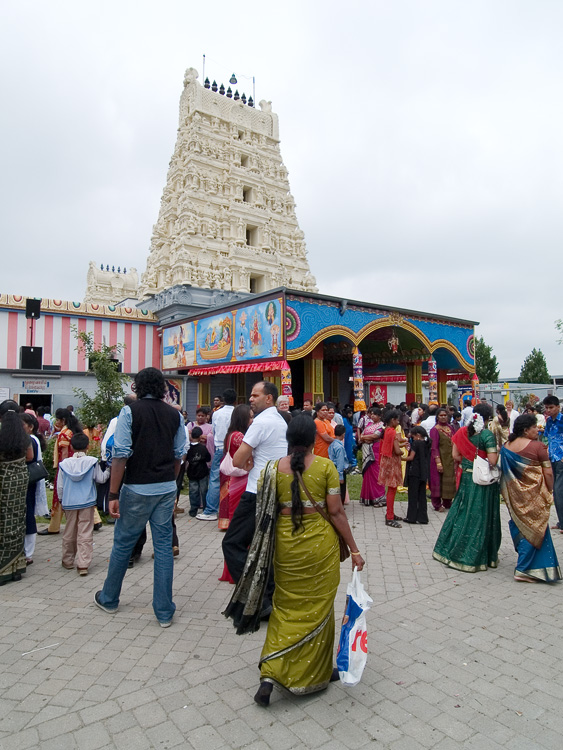
معبد سري كامادشي أمبال في هام بألمانيا

هناك حوالي 25,900 سريلانكي يعيشون في ألمانيا اعتبارًا من عام 2019.

#### إيطاليا
تشير التقديرات إلى أن هناك 110 آلاف سنهالي في إيطاليا في عام 2019 (موقع توتيتاليا). تقع المجتمعات السنهالية الرئيسية في إيطاليا في لومبارديا (في مناطق لوريتو ولازاريتو) وميلانو ولازيو وروما ونابولي وجنوب إيطاليا (خاصة باليرمو وميسينا وكاتانيا). يعمل معظم السنهاليين الإيطاليين كعمال منازل. لكنهم فتحوا أيضًا أعمالًا مثل المطاعم ومؤسسات التنظيف ومراكز الاتصال ومحلات الفيديو ومحلات الأطعمة التقليدية والأسواق الصغيرة.
هاجر العديد من السنهاليين إلى إيطاليا منذ السبعينيات. كانت إيطاليا جذابة للسنهاليين بسبب فرص العمل والدخول الأسهل، مقارنة بالدول الأوروبية الأخرى.
يفضل السنهاليون إرسال أطفالهم إلى البلدان الناطقة باللغة الإنجليزية لتعليمهم ويعتبرون التعليم الإيطالي متوسط المستوى.

#### هولندا
في عام 2017، كان هناك 12,696 سريلانكيًا في هولندا، منهم ما يزيد قليلاً عن 5,700 من الجيل الثاني من السريلانكيين في هولندا. كان هناك 5,500 رجل وألف امرأة أقل في عام 2010.

#### النرويج
اعتبارًا من 1 يناير 2010، سجلت هيئة الإحصاء النرويجية 13,772 سريلانكيًا يعيشون في النرويج، بزيادة قدرها 339 عن العام السابق. العاصمة أوسلو هي موطن لحوالي 7,000 سريلانكي بينما تضم بيرغن ثاني أكبر مدينة في النرويج حوالي ألف من سكان سريلانكا.

#### السويد
يبلغ عدد سكان السريلانكيين في السويد حوالي 6,733 نسمة اعتبارًا من عام 2010. كان هناك 2,948 رجلاً و 3,774 امرأة.

#### سويسرا
هناك حوالي 46,000 إلى 55,000 سويسري من أصل سريلانكي ويعيش المغتربون السريلانكيون في سويسرا، مع حوالي 32,000 إلى 42,000 موطنًا تاميليو سريلانكا.

#### المملكة المتحدة
يهاجر السريلانكيون إلى بريطانيا منذ عدة أجيال، بدءًا من عهد سيلان البريطاني. وهم يشملون سريلانكيين من جميع الأعراق والخلفيات ويفتخرون بعدد كبير من السكان في البلاد. في عام 2001، سجل تعداد المملكة المتحدة 67,938 مقيمًا في المملكة المتحدة من مواليد سريلانكا، ومع ذلك يقدر إجمالي عدد السكان بمئات الآلاف. يعيش معظم السريلانكيين في لندن.

### أوقيانوسيا

#### أستراليا
وجد تعداد عام 2006 في أستراليا أن هناك ما يقرب من 29,055 سنهاليًا أستراليًا (0.1 بالمائة من السكان). كان ذلك إضافة 8,395 سنهاليًا أستراليًا (بزيادة 40.6 بالمائة) عن تعداد عام 2001. هناك 73,849 أستراليًا (0.4 من السكان) أفادوا بأنهم من أصل سنهالي في عام 2006. كان هذا أعلى بنسبة 26 في المائة في عام 2001، حيث أفادت 58,602 أستراليا أن لديها أصول سنهالية. يتم إحصاء التعداد من قبل السريلانكيين الذين يتحدثون اللغة السنهالية في المنزل.
نظرًا لأن مكتب الإحصاء الأسترالي (ABS) يستخدم اللغة السنهالية بدلاً من السريلانكية كفئة لتحديد النسب، فمن الصعب تقدير عدد التاميل السريلانكيين الذين يعيشون حاليًا في أستراليا.

#### نيوزيلندا
كان الوافدون الأوائل الذين قدموا إلى نيوزيلندا من ما كان آنذاك سيلان بريطانيًا عددًا قليلاً من المنقبين الذين انجذبوا إلى اندفاع الذهب. بحلول عام 1874، كان هناك 33 فقط من سكان نيوزيلندا المولودين في سيلان.
استمرت الأعداد الوافدة في الزيادة، وفي تعداد 2013 كان هناك أكثر من 11,000 سريلانكي يعيشون في نيوزيلندا.
كان النيوزيلنديون السريلانكيون يشكلون 3٪ من السكان الآسيويين في نيوزيلندا في عام 2001 من بين الآسيويين، كان السريلانكيون هم الأكثر احتمالا للحصول على مؤهل رسمي والعمل في وظائف ذوي الياقات البيضاء. عمل السريلانكيون بشكل رئيسي في المهن الصحية، وخدمات الأعمال والممتلكات، وقطاعي التجزئة والتصنيع، بأعداد كبيرة. عاش معظمهم في أوكلاند وويلنجتون، مع عدد أقل من السكان في وايكاتو وماناواتو وكانتربري وغيرها.

## عودة
يتمتع المغتربون السريلانكيون بمعدل منخفض من هجرة العودة إلى سريلانكا، على الرغم من استمرار العديد منهم في الحفاظ على علاقات وثيقة مع وطنهم الأم.

## روابط خارجية
- الشبكة الدولية للشُتات السريلانكي